# Euxoa olivia
Euxoa olivia är en fjärilsart som beskrevs av Morrison 1876. Euxoa olivia ingår i släktet Euxoa och familjen nattflyn. Inga underarter finns listade i Catalogue of Life.